# L'Impressionniste fin de siècle
L'Impressionniste fin de siècle is een Franse stomme film uit 1899. De film werd geregisseerd door Georges Méliès.

## Verhaal
De film toont een illusionist (gespeeld door Georges Méliès) die eerst een pop in zijn assistente omtovert. Vervolgens laat hij zijn assistente verdwijnen en op een andere plaats tevoorschijn komen. Hij doet hetzelfde met zichzelf en verandert al springend in zijn assistente en omgekeerd.
Een aantal van deze trucs die in de beginjaren van de film toch opmerkelijk waren, zal Méliès ook later nog in andere films opvoeren.